# Ratusz w Bielsku-Białej
Ratusz w Bielsku-Białej – neorenesansowy, zabytkowy ratusz położony przy Placu Ratuszowym w Bielsku-Białej, administracyjnie w granicach osiedla Biała Śródmieście i w obrębie ewidencyjnym Biała Miasto. Został zbudowany w latach 1895–1897 według projektu Emanuela Rosta juniora. Pierwotnie mieścił magistrat miasta Białej, Komunalną Kasę Oszczędności oraz kilkanaście innych bialskich instytucji, a także mieszkania urzędników. Od 1951 jest siedzibą Prezydenta Miasta, Rady Miejskiej oraz części wydziałów Urzędu Miejskiego w Bielsku-Białej.

## Historia
W latach 90. XIX w. austro-węgierskie władze Białej uznały, że zbudowany w 1827 budynek ratusza, usytuowany przy rynku (dziś plac Wojska Polskiego), jest niewystarczający dla dynamicznie rozwijającego się miasta. Zadecydowano o budowie nowego gmachu, znajdując sponsora w Komunalnej Kasie Oszczędności – miejscowym banku założonym w 1883.
W lutym 1894 dyrekcja KKO rozpisała konkurs architektoniczny na projekt budynku, który w założeniu miał być dwufunkcyjny – mieścić siedzibę banku oraz magistrat. Założenia konkursowe dokładnie określały wymagania, jakim nowoczesny gmach miał sprostać. Położono nacisk zarówno na funkcjonalność, jak i okazałość ratusza. Miała to być municypalna budowla publiczna mająca jako znak rozpoznawczy wieżę z zegarem. O organizację konkursu zwrócono się do Austriackiego Związku Inżynierów i Architektów (niem. Österreichischer Ingenieur- und Architektenverein). W skład jury weszli trzej wiedeńscy architekci: Ludwig Wächtler, Franz von Neumann i Herman Helmer.

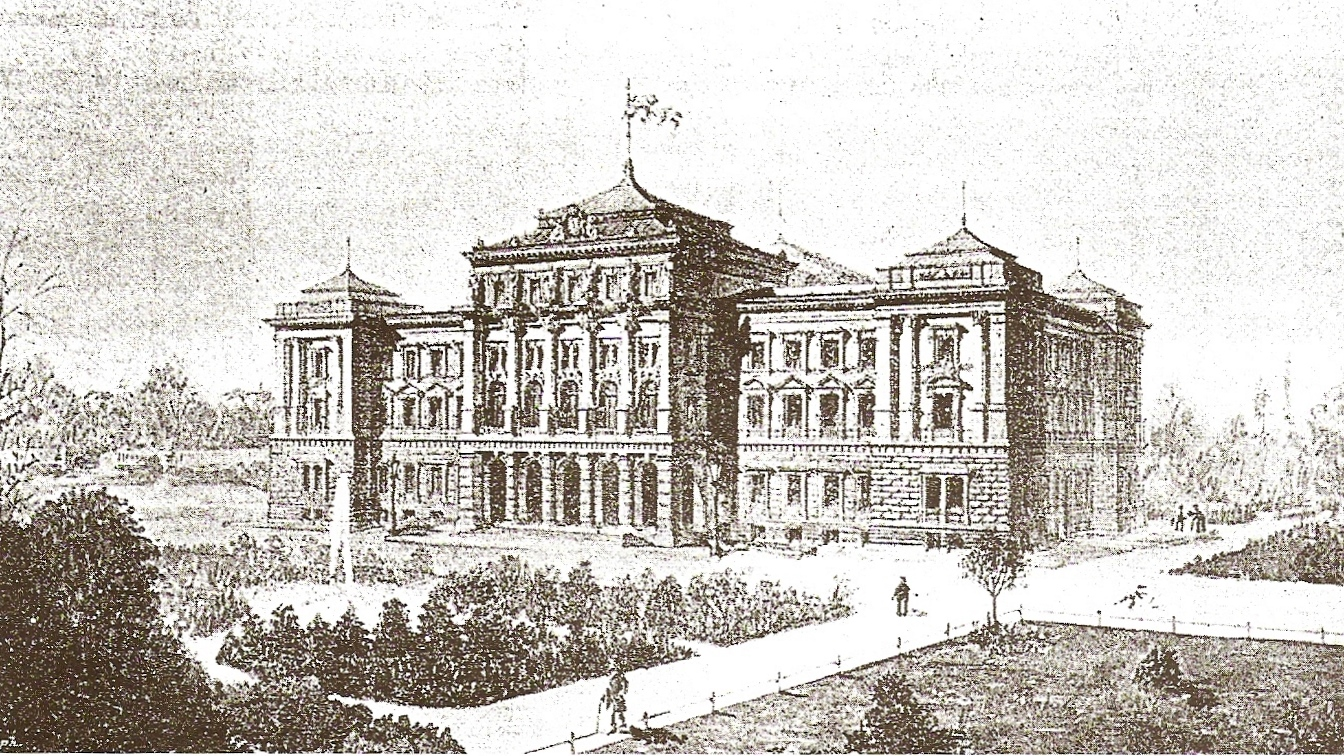
Niezrealizowany projekt Ratusza w Białej autorstwa Karola Korna

24 lipca 1894 jury dokonało wyboru projektu przeznaczonego do wykonania spośród ośmiu propozycji. Współcześnie znane są tylko dwie z nich: projekt pod hasłem Honoris Causa autorstwa Karla Korna oraz Coalition 2 autorstwa Emanuela Rosta. Konkurs wygrał projekt Rosta i to on został przeznaczony do realizacji, ulegając jednocześnie szeregowi pokonkursowych poprawek i zmian. Propozycja Korna znalazła się na drugim miejscu, prawdopodobnie ze względu na zbyt wielkie rozmiary gmachu oraz brak, postulowanej w warunkach konkursu, wieży.
Prace budowlane rozpoczęto 1 września 1895, a zakończono 30 września 1897. Kierownikiem budowy został Ignatz Ungwer. Koszty budowy, początkowo szacowane na 200 000 koron austro-węgierskich, ostatecznie wyniosły 612 000 koron. Komunalna Kasa Oszczędności i władze miejskie, z burmistrzem Johannem Rosnerem na czele, wprowadziły się do nowego budynku 17 października 1897. Wkrótce stał się on również siedzibą policji i 20-osobowego oddziału straży miejskiej, dysponującej aresztem w suterenie. Jeden pokój zajmowało Towarzystwo Obywatelskie, obok którego znajdowało się, założone 3 grudnia 1904, muzeum miejskie. Ostatnia kondygnacja przeznaczona była na mieszkania urzędników. Na zachód od budynku założono w 1897 park miejski.
Na skutek braku miejsca w ciasnych strukturach urbanistycznych Białej gmach ratusza powstał na słabo zabudowanym terenie na południe od centrum miasta, w widłach rzek: Białej i Niwki, przy Feuerwehrplatz (pl. Straży Pożarnej). Usytuowanie budynku miało również aspekt ideowy. W jego sąsiedztwie znajdował się bowiem Dwór Lipnicki, d. siedziba starostów lipnickich, od których w XVIII w. mieszczanie bialscy byli uzależnieni. Okazała budowla wyraźnie dominowała nad dworem starostów, który kilka lat wcześniej, w 1893, został przekazany przez arcyksięcia Albrechta Fryderyka Habsburga siostrom zakonnym z przeznaczeniem na klasztor i szkołę. Gmach ratusza stał się przez to manifestacją samorządności, która w XIX w. przezwyciężyła system feudalny.
W 1951, wraz z połączeniem Bielska i Białej w jedno miasto, dotychczasowy ratusz bialski stał się siedzibą Prezydenta Miasta, Urzędu Miejskiego (obecnie część biur, w tym Biuro Obsługi Interesanta, znajduje się w budynkach przy pl. Ratuszowym 6 i 7) i Miejskiej Rady Narodowej w Bielsku-Białej.
W 1993 przystąpiono do prac konserwatorskich wieży zegarowej i dachu. Dwa lata wcześniej, w 1991, zastąpiono stary zegar na wieży nowym, elektronicznym, zaś dawny zabytkowy przekazano do muzeum. Główne prace przypadły jednak na lata 1996-1997 i objęły zarówno elewację, jak i wnętrza. Na stulecie istnienia ratuszowi przywrócony został pierwotny, wygląd, odtworzony, z XIX wieku,  w dużej mierze na podstawie dawnych fotografii i rysunków projektowych Emanuela Rosta.
W kwietniu 2008 Narodowy Bank Polski wydał okolicznościową monetę z serii 32 historyczne miasta Polski o nominale 2 zł, na rewersie, której znalazł się wizerunek bielskiego ratusza. W 2009 bielski ratusz został umieszczony na tzw. pocztówce przedstawiającej dane państwo podczas Eurowizji.

## Architektura

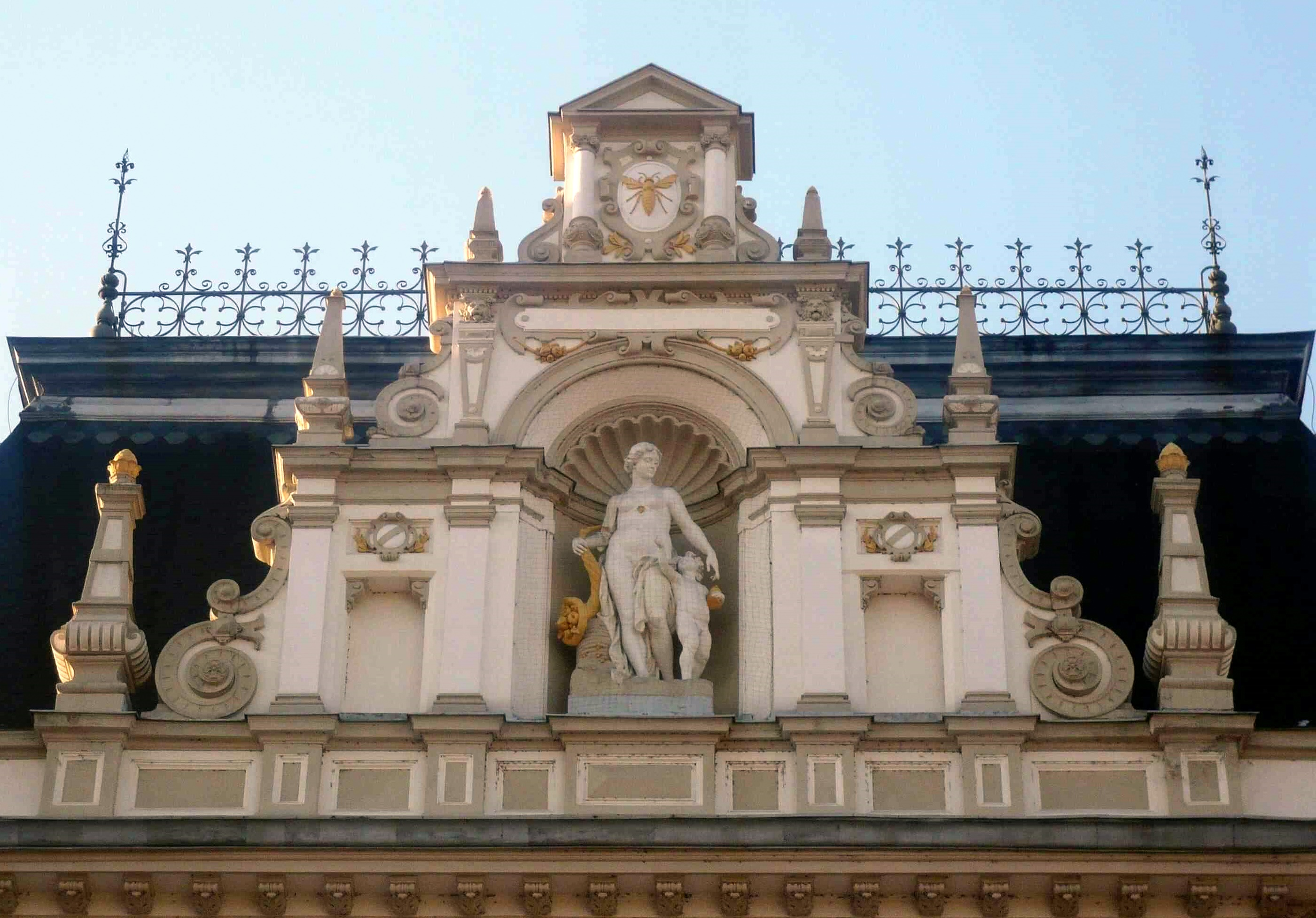
Rzeźba bogini Eirene z rogiem obfitości i małym Plutosem w zwieńczeniu ryzalitu środkowego

Ratusz jest jednym z najokazalszych gmachów publicznych Bielska-Białej.
Powierzchnia budynku wynosi 1278 m². Został  zbudowany na rzucie wydłużonego prostokąta. Symetryczną bryłę akcentuje środkowy ryzalit westybulu i Sali Rady, zwieńczony osobnym, mansardowym dachem i mniejsze ryzality narożne (północno-wschodni przechodzi w wieżę). Od strony zachodniej budynek ma dwa krótkie skrzydła, nadające mu charakter założenia podkowiastego. W części południowej umieszczono kwadratową studnię z boczną klatką schodową.
Gmach ratusza ma trzy kondygnacje. Artykulacja ścian wyodrębnia dolną część – piwnic i parteru – w postaci rustykowanego cokołu z kamienną okładziną. Pierwsze piętro spełniało funkcję reprezentacyjnego piano nobile. Zostało ono wydobyte silnie cieniującymi, rytmicznymi przyczółkami nadokiennymi, kontrastującymi z drobną, płaską formułą ostatniej kondygnacji o płytkich podziałach z hermowych pilastrów i z ornamentalnymi płycinami międzyokiennymi.
Układ poszczególnych elewacji względem siebie jest wyraźnie zhierarchizowany. Najskromniejsza jest tylna, zachodnia część gmachu. W miarę dochodzenia do fasady artykulacja i ornamentacja gęstnieją, wskazując na ryzalit środkowy, mający najwięcej detali architektonicznych i treści ideowe.

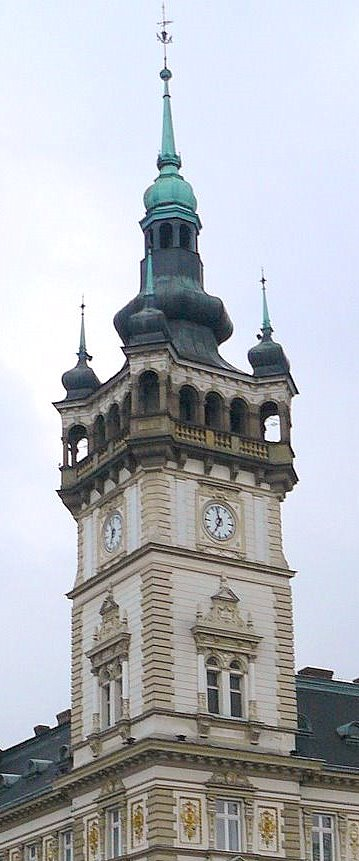
Wieża zegarowa

Jest on komponowany według zasady trójdzielnej loggi arkadowej: trzech portali wejściowych i tradycyjnego balkonu obwieszczeniowego – niezbędnego elementu  architektury ratuszowej, z XIX wieku, pozbawionego jednak swojej pierwotnej funkcji i będącego wyłącznie element dekoracyjny. W podziałach ścian zastosowano zdwojone pilastry jońskie i gęstą ornamentację z neorenesansowych motywów okuć, kartuszy, festonów kwiatowych i herbów miasta oplecionych symbolicznymi gałęziami palm i laurów, główek młodzieńca i dziewczyny w renesansowych strojach, umieszczonych między oknami pozorującymi porte-fenêtre i okulusami powyżej. Całość wieńczy szczyt z obeliskami w typie północnego neorenesansu. Pośrodku znajduje się kamienna rzeźba bogini Eirene z rogiem obfitości i małym Plutosem, bogiem bogactwa, u boku. Z kolei w najwyższym punkcie szczytu widnieje tarcza herbowa z motywem pszczoły, uznawanej za symbol pracowitości i zapobiegliwości. Symbolika ta ma związek z istnieniem w budynku Komunalnej Kasy Oszczędności, ale jest także gloryfikacją mieszczańskiej pracowitości, pokoju i dostatku, przedstawionych jako najważniejsze elementy ówczesnego porządku kulturowego i cywilizacyjnego. Układ kompozycyjny ryzalitu środkowego ma analogię w fasadzie wiedeńskiego Pałacu Sprawiedliwości, zbudowanego w 1883 według projektu Alexandra Wielemansa von Monteforte.
Kompozycja fasady ratusza oparta jest na zasadzie symetrii i osiowości, jednak pierwotny układ został zachwiany przez wprowadzenie wieży zegarowej, która była nieodłącznym elementem budowanych w XIX wieku ratuszów, pozbawionym jednak praktycznej funkcji. Jej znaczenie było czysto symboliczne – oznaczała suwerenność samorządu miejskiego i równość jego statusu z kościołami i zamkami
Wieża zegarowa jest naturalnym przedłużeniem północno-wschodniego ryzalitu. Ma 52 m wysokości, licząc od podłoża. Jest masywna, kwadratowa, przekryta cebulastym, wielobocznym hełmem z galeryjką i iglicą w otoczeniu czterech narożnych kopułek. Ma loggię widokową z narożnymi wykuszami. Na wieży umieszczony jest zegar komputerowy z kurantem, odtwarzającym co trzy godziny hejnał miejski. W ozdobnym obramieniu okna umieszczonego u nasady wieży widnieje data ukończenia budowy: 1897.
Architektura bialskiego ratusza wyraźnie nawiązuje do form wiedeńskiego pałacu miejskiego i powstającego, w ślad za nim „pałacu czynszowego”, czyli luksusowej kamienicy o cechach pałacowej rezydencji miejskiej. Emanuel Rost wprowadził jednak rzadko stosowane w Austrii motywy północne w postaci stromego dachu i ornamentów okuciowych i zawijanych kartuszy. W rezultacie ratusz, przy licznych podobieństwach do architektury wiedeńskiej, ma odrębne, bardziej północne elementy.

## Wnętrza

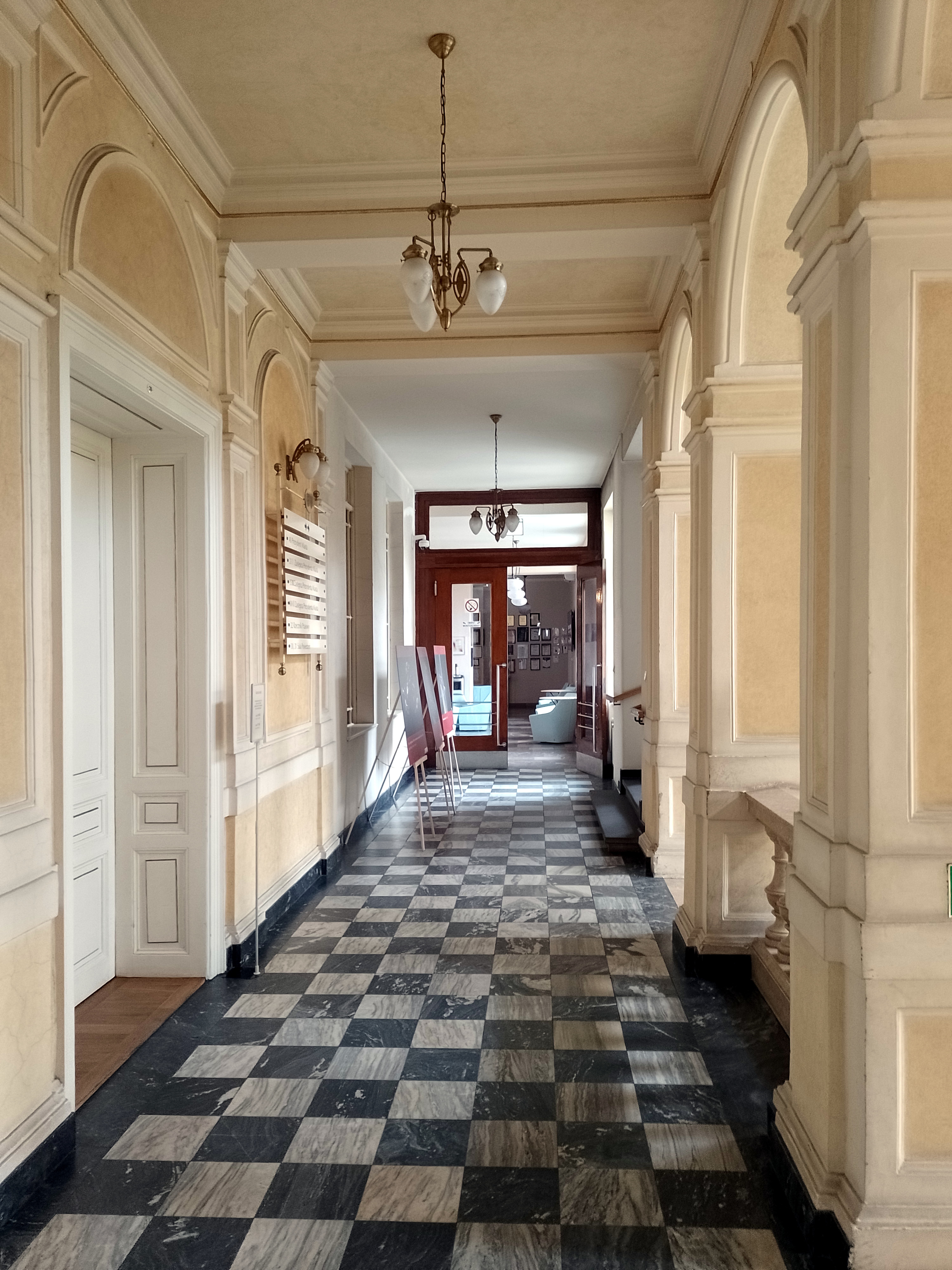
Korytarz przy klatce schodowej na pierwszym piętrze

### Westybul i klatka schodowa
Westybul znajduje się na parterze ratusza. Wraz z Salą Rady jest wyodrębniony z bryły budynku tworząc środkowy ryzalit.
Ma sklepienia krzyżowo-kolebkowe, osadzone na ośmiu toskańskich, czarnych, granitowych kolumnach, ustawionych parami. Przestrzeń tworzy nastrój powagi i surowej prostoty. Westybul otwiera się na boki, prowadząc w stronę sal na parterze, mieszczących w przeszłości Komunalną Kasę Oszczędności.
Na osi zostało wyprowadzone tunelowe przedłużenie ciągu schodów, prowadzących do klatki schodowej. Klatka schodowa umieszczona jest w zachodniej części gmachu, w kwadratowej przestrzeni przekrytej sklepieniem zwierciadlanym z lunetami. Istnieją tam jeszcze ślady pierwotnego plafonu. Ściany mają monumentalną, neorenesansową artykulację trójarkadowymi jońskimi podziałami. Schody rozwidlają się w sposób pałacowy – w dwa lustrzane biegi z marmurową jednotralkową balustradą. Klatkę schodową, łączącą westybul z pierwszym piętrem, zamyka reprezentacyjny, trójarkadowy prześwit prowadzący na wprost do Sali Rady i innych pomieszczeń na pierwszej kondygnacji, od początku mieszczącej miejską administrację. W przestrzeni klatki schodowej dokonano wyraźnego rozdzielenia funkcji gmachu, odmiennych kiedyś na poszczególnych kondygnacjach. Surowa powaga westybulu przechodzi w dalszej części w lżejszą, stylizowaną formami jońsko-neorenesansowymi, o rozjaśnionej pastelowej kolorystyce marmurów balustrady. Na drugie piętro, niegdyś mieszkalne, prowadzi boczna, dwubiegowa klatka schodowa, osobno wyprowadzona z południowej części gmachu.
Podobny układ westybulu i klatki schodowej występuje m.in. w jednej z wiedeńskich kamienic przy Stadiongasse, zbudowanej w 1883 będącej jednym z wczesnych dzieł Otto Wagnera  i w gmachu Uniwersytetu Wiedeńskiego projektu Heinricha von Ferstla z 1884.

### Sala Rady

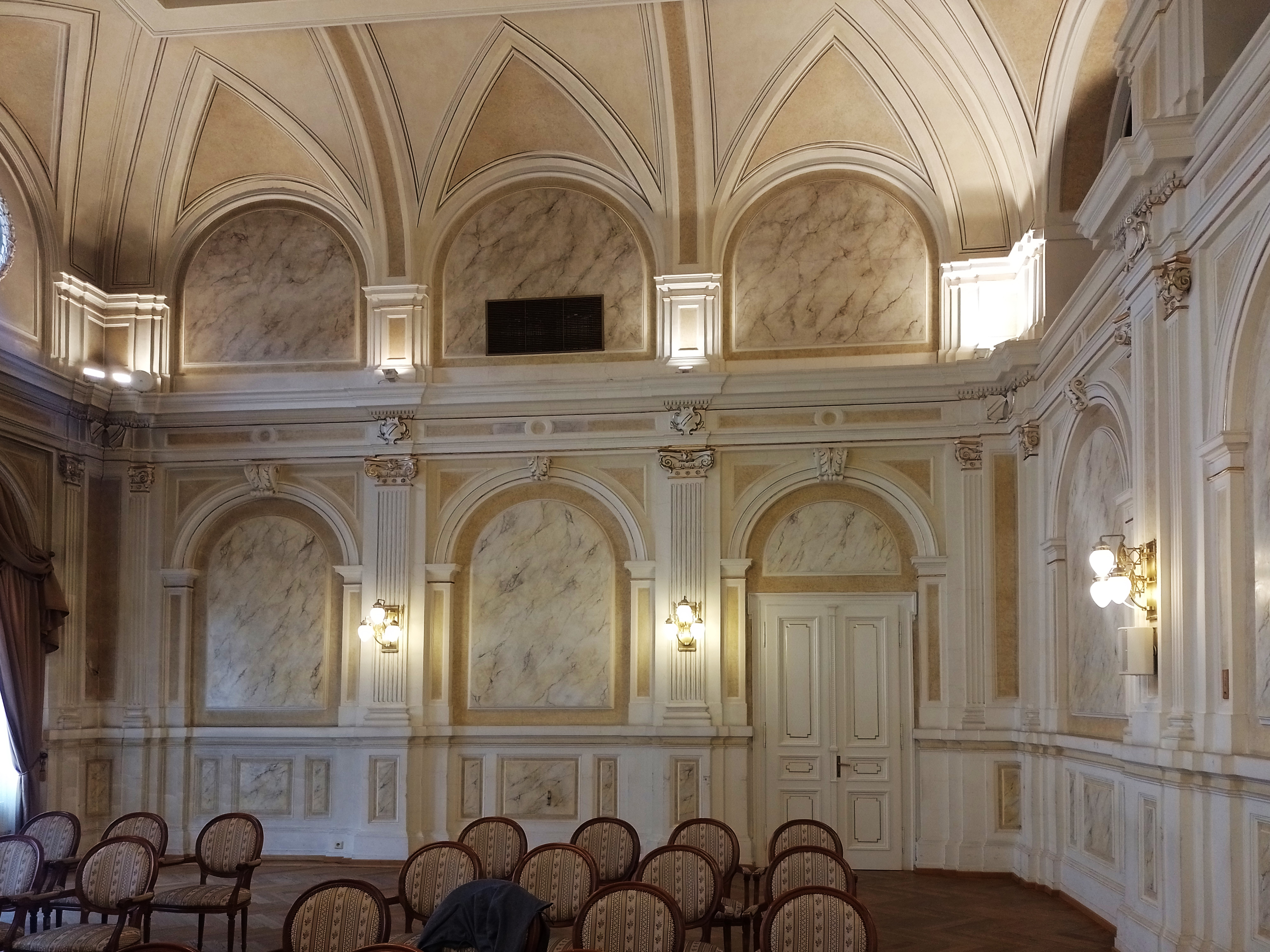
Sala Rady

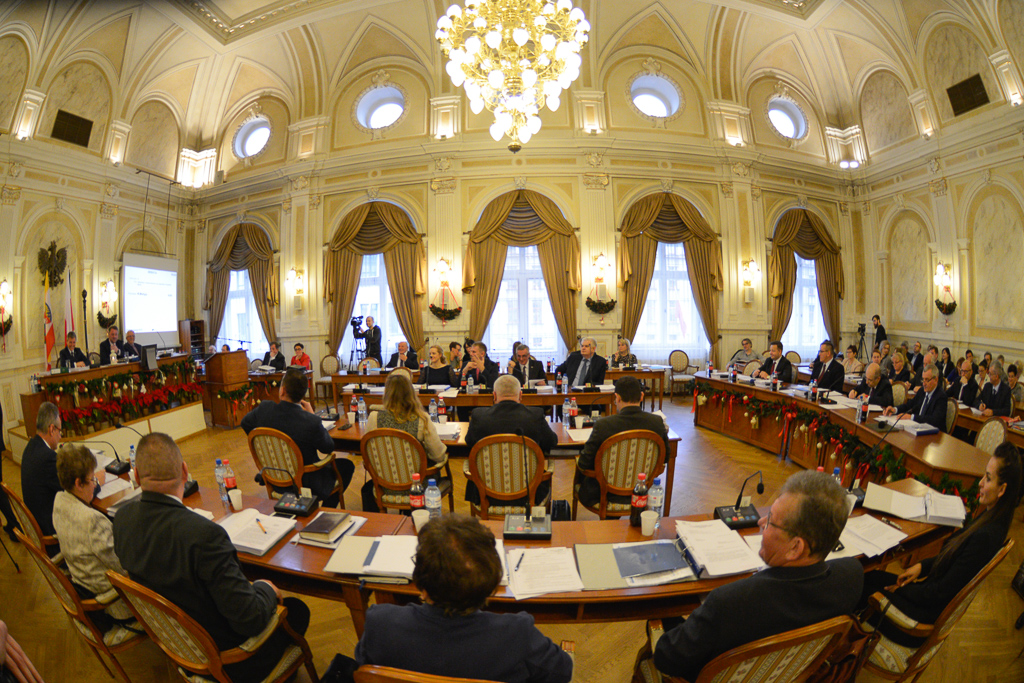
Sala Rady podczas sesji Rady Miejskiej

Sala Rady znajduje się na pierwszym piętrze, w strefie piano nobile, i razem z parterowym westybulem jest wyodrębniona z bryły budynku, tworząc środkowy ryzalit. Przylega do niej balkon obwieszczeniowy. Zarówno centralne położenie Sali Rady, jak i jej kształt architektoniczny jest jednym z wyznaczników „ratuszowości” tego typu budynków, w XIX wieku. Od samego początku stanowi salę posiedzeń rady miejskiej.
Sala Rady o wysokości 8,6 m ma powierzchnię 160 m². Jest najbardziej dekoracyjnym elementem wnętrz bialskiego ratusza. Jej wnętrze przekryte jest sklepieniem zwierciadlanym z lunetami, które wypełnione było pierwotnie dekoracjami malarskimi, obecnie nieistniejącymi. Ściany wypełnia gęsta artykulacja architektoniczna, w którą wkomponowano elementy dekoracji malarskiej. Artykulacja ścian jest przeprowadzona pilastrami jońskimi na wysokich cokołach, wspierających rozbudowane belkowanie, mieszczące w strefie gzymsu ozdobne płyciny w kartuszowych ramach, a w ścianie wschodniej okulusy. W przestrzeń między pilastrami wpisują się edykuły przypominające kompozycję epitafijną. Pośrodku nich znajdowała się pierwotnie galeria portretowa burmistrzów Białej, usunięta w 1945. Ściana wschodnia jest przepruta oknami typu porte-fenêtre. Przeciwległa ściana zachodnia mieści w dolnej części wejście, a w górnej – galerię dla publiczności.
Kierunek kompozycji Sali Rady wyznaczała ściana północna. Na jej środku znajdowała się niegdyś potężna edykuła wyznaczona przez jońskie kolumny, zamknięta półowalnym, przerwanym przyczółkiem mieszczącym w środku uszakowate obramienie, gdzie w latach 1897-1918 znajdowało się popiersie cesarza austriacko-węgierskiego,  Franciszka Józefa I. W strefie belkowania z kolei widniał herb miasta w ozdobnym kartuszu.
Popiersie austriackiego cesarza i galeria portretowa burmistrzów stwarzały dwojakie odniesienia ideowe: lojalność wobec państwa i odwołania do lokalnego dziedzictwa.
Elementy kompozycji Sali Rady przypominają, z zachowaniem proporcji, architekturę powstałego w 1891 Muzeum Historii Naturalnej w Wiedniu.

## Ratusz obecnie
W ratuszu znajdują się biura Prezydenta Miasta i jego zastępców, a także Biuro Rady Miejskiej w Bielsku-Białej. Sala Rady pełni funkcję sali posiedzeń. Ponadto swoją siedzibę mają tu następujące wydziały Urzędu Miejskiego:
| - Biuro Prasowe - Biuro Administratora Danych Osobowych - Biuro Funduszy Europejskich - Biuro Pełnomocnika PM ds. Systemu Zarządzania - Biuro Pełnomocnika PM ds. Ochrony Informacji Niejawnych - Stanowisko ds. BHP - Wydział Administracyjno-Gospodarczy - Wydział Audytu Wewnętrznego i Kontroli | - Wydział Budżetu - Wydział Finansowo-Księgowy - Wydział Kultury i Sztuki - Wydział Organizacji i Nadzoru - Wydział Prawny - Wydział Promocji Miasta - Wydział Strategii i Rozwoju Gospodarczego - Wydział Zarządzania Kryzysowego |

Administratorem budynku,  jest Wydział Administracyjno-Gospodarczy UM.
Ratusz otwarty jest w godzinach pracy Urzędu Miejskiego, czyli od poniedziałku do środy w godz. 7.30 – 15.30, w czwartki w godz. 8.00 – 17.00 oraz w piątki w godz. 8.00 – 15.00. Wieża widokowa nie jest udostępniona dla turystów (wejście możliwe tylko za zgodą).